# Said Hajjarian

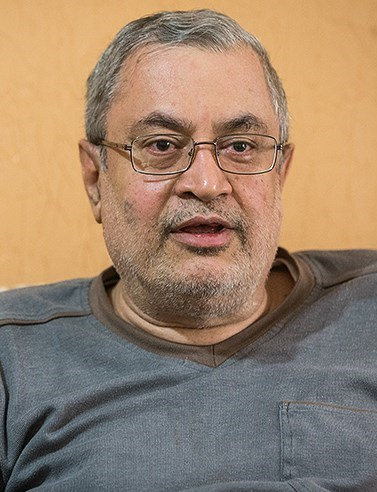
Said Hajjarian

Said Hajjarian, auch Hadscharian oder Hadjarian (persisch سعید حجاریان; * 1954), ist ein ehemaliger iranischer Geheimdienstmitarbeiter, Journalist und Schriftsteller.

## Radikale Anfänge
Hajjarian studierte Maschinenbau an der Universität Teheran, war Mitglied des dortigen Stadtrates und am Aufbau des neu gegründeten Geheimdienstes VEVAK beteiligt, welcher den Rang eines Ministeriums hat. Mitte der 1980er Jahre wurde Hajjarian stellvertretender Geheimdienstminister für innere Angelegenheiten.

## Wandlung
Ende der 1980er Jahre verließ er das Ministerium, „Hajjarian konnte mit Fallahian nicht zusammenarbeiten“, so Wahied Wahdat-Hagh, und wechselte zum Zentrum für strategische Forschung. Mit Antritt des neuen Reform-Präsidenten Mohammed Chatami (1997) kam Hajjarian zu dessen Beraterstab hinzu und galt als der strategische Kopf hinter dem Präsidenten, nicht nur für dessen Wahlkampf. Die Abkehr vom bisherigen iranischen Regierungssystem, zu Demokratie und Rechtsstaatlichkeit, bildete für ihn den radikalen Bruch mit der Herrschaft der Religionsgelehrten (velayat-e faqih). 
Hajjarian war, als Insider des Geheimdienstes, zusammen mit Akbar Gandschī an der Aufklärung der Hintergründe der Kettenmorde beteiligt. Auf Hajjarian wurde am 12. März 2000 in Teheran ein Mordanschlag verübt, den er schwer verletzt überstand. Als angeblicher Attentäter wurde ein junger Iraner aus dem Teheraner Kriminellenmilieu (Arazel Obash), namens Said Asgar verhaftet. 
Selbst der Revolutionsführer Ali Chamenei verurteilte die Tat als „Teil eines gefährlichen Komplotts“. Hajjarian ist Mitglied im aktuellen Zentralrat der Partizipationsfront des islamischen Iran, der einflussreichsten Partei der Reformer. Sinngemäß soll er formuliert haben:

„Im Iran hat sich noch keine Zivilgesellschaft formiert […] Die Massen müssten […] neue Zeitungen, Gewerkschaften, Syndikate und neue zivilgesellschaftliche Institutionen gründen.“

## Prozess
Nach den iranischen Präsidentschaftswahlen 2009 wurde Hajjarian am 16. Juni 2009 verhaftet. Der Prozess gegen Hajjarian wie auch gegen Demonstranten der Proteste nach den iranischen Präsidentschaftswahlen 2009 begann am 1. August 2009. Am 4. Verhandlungstag bekannte sich Hajjarian in Sinne der Anklage schuldig. Er gestand „schwere Fehler“ gemacht zu haben und bat das iranische Volk um Verzeihung. Seine früheren Ideen würden dem echten Weg des Imams widersprechen.
Der Vertreter der Anklage forderte „die maximal mögliche Strafe“ für die vor Gericht stehenden Mitglieder der Reformbewegung. Damit drohte Hajjarian bei einer Verurteilung die Todesstrafe. Der Opposition und den Familien der Gefangenen zufolge wurden alle Geständnisse durch Folter und Isolationshaft erpresst.